# Diego Urtiaga
Diego Urtiaga Ramírez (Puerto Vallarta, México; 9 de octubre de 1998) es un futbolista mexicano. Juega de guardameta y su equipo actual es el Atlético San Luis de la Primera División.

## Trayectoria
Urtiaga entró al equipo premier del Atlético San Luis en 2019, y fue promovido al primer equipo en el Apertura 2021.
En la temporada 2022-23, fue cedido al Tlaxcala de la Liga de Expansión MX. Disputó 3 encuentros.
Debutó en San Luis el 19 de agosto de 2023 ante Puebla.

## Estadísticas
Actualizado al último partido disputado el 4 de septiembre de 2023.
| Club                       | Div.          | Temporada     | Liga  | Liga  | Copas nacionales | Copas nacionales | Copas internacionales | Copas internacionales | Total | Total |
| Club                       | Div.          | Temporada     | Part. | Goles | Part.            | Goles            | Part.                 | Goles                 | Part. | Goles |
| -------------------------- | ------------- | ------------- | ----- | ----- | ---------------- | ---------------- | --------------------- | --------------------- | ----- | ----- |
| Tlaxcala · México          | 2.ª           | 2022-23       | 3     | 0     | 0                | 0                | —                     | —                     | 3     | 0     |
| Tlaxcala · México          | Total club    | Total club    | 0     | 0     | 0                | 0                | 0                     | 0                     | 0     | 0     |
| Atlético San Luis · México | 1.ª           | 2023-24       | 4     | 0     | 0                | 0                | 2                     |                       | 6     | 0     |
| Atlético San Luis · México | Total club    | Total club    | 0     | 0     | 0                | 0                | 2                     | 0                     | 6     | 0     |
| Total carrera              | Total carrera | Total carrera | 7     | 0     | 0                | 0                | 2                     | 0                     | 9     | 0     |